# De Bataaf (tennispark)

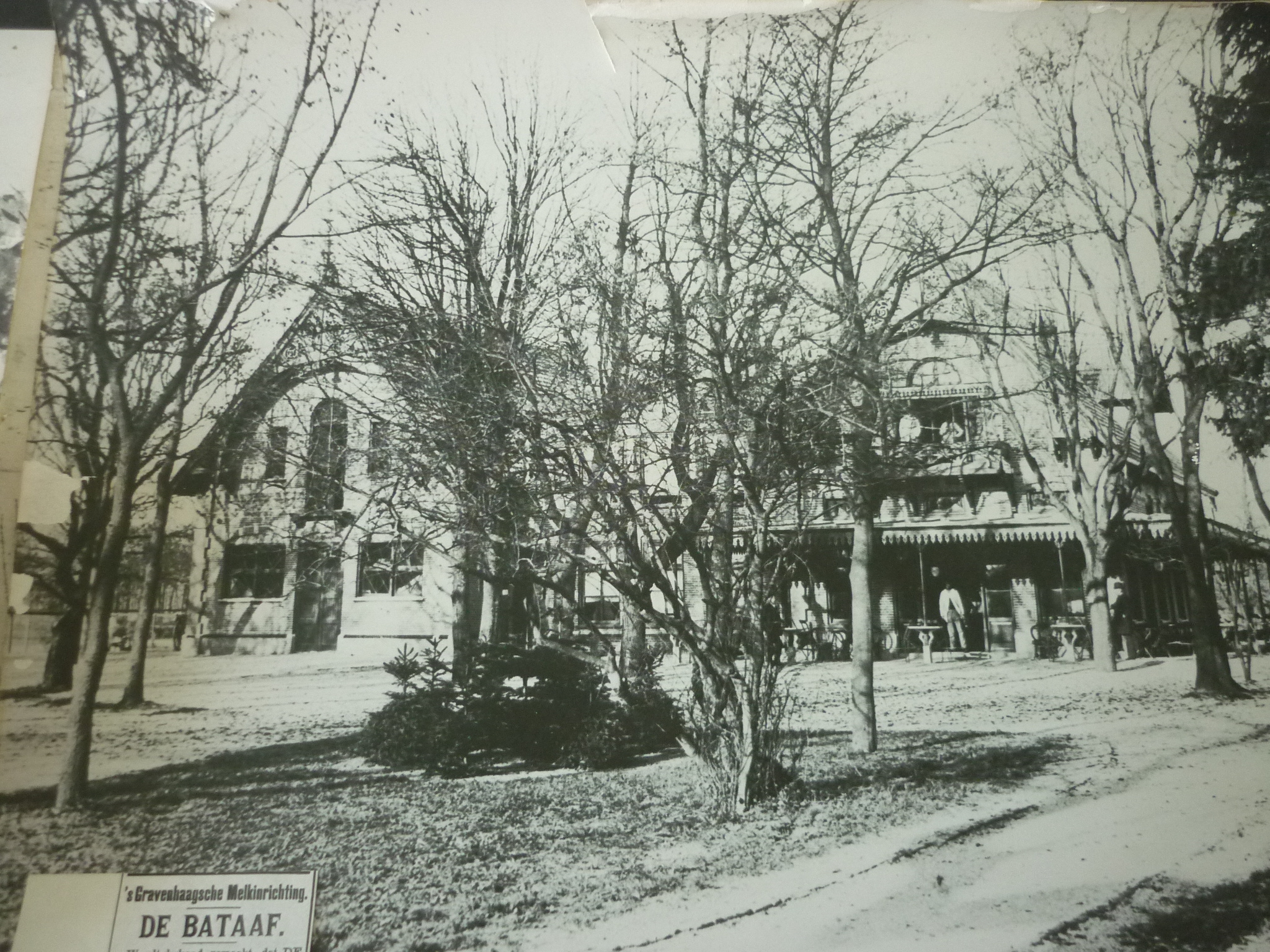

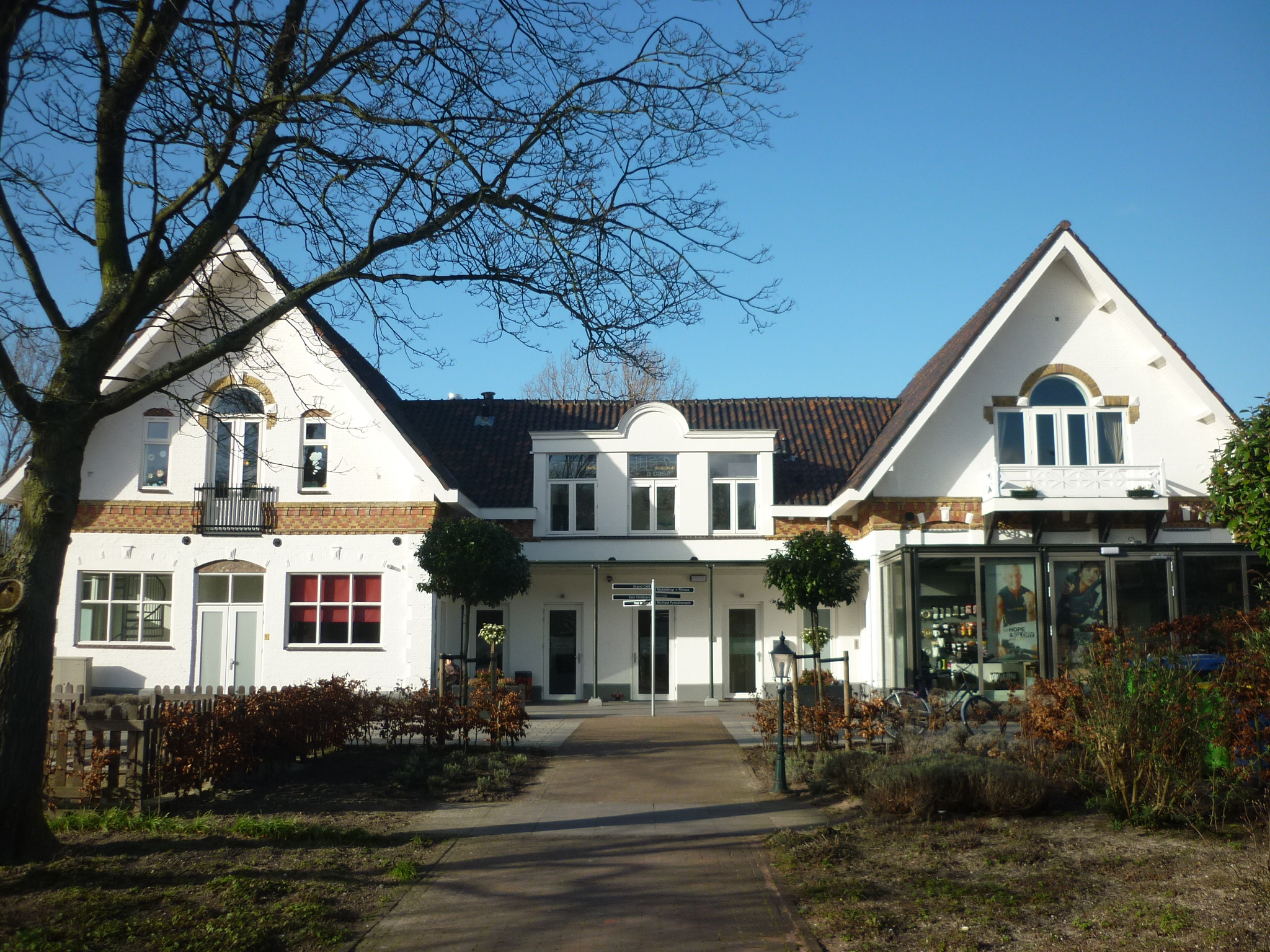

Tennispark De Bataaf bevindt zich aan de Ver Huëllweg, aan de rand van de Scheveningse Bosjes in Den Haag.

## Geschiedenis

### Boerderij
Voordat de uitspanning er kwam, was er al in 1825 de boerderij van de patriot Willem Heytveldt, die in 1787 naar Frankrijk was gevlucht en na 1790 naar de Bataafse Republiek was teruggekomen. Hij woonde in Rotterdam en vroeg vergunning om een stuk land aan de rand van de Scheveningse Bosjes te mogen ontginnen. Op 23 maart 1798 kreeg hij vergunning voor 25ha duingrond. Hij begon meteen een ranch te bouwen, aardappelen en suikerbieten te poten en rogge, gerst, boekweit en dergelijke te zaaien. Hij bouwde een eenvoudig houten huisje met een opgemetselde schoorsteen, die hij stookte met turf, die hij vlak bij huis zelf gestoken had. Met zijn zoon groef hij een waterput. Daarna bouwde hij een theeschenkerij waar wandelaars en jagers hun dorst konden lessen. Ook maakten ze een schommel en een wip. 

Gezien zijn verleden werd hij al gauw de Bataafsche Boer genoemd, en kreeg de theeschenkerij de naam De Bataaf. De overheid verpachtte steeds meer grond aan hem. Uiteindelijk had hij het stuk tussen de Scheveningseweg en het Westbroekpark tot aan de Javastraat. Voor de stadsuitbreiding had de gemeente echter zelf een deel van de grond nodig. Heytveldt werd aangesteld als veldwachter. Hij overleed in 1820 en werd opgevolgd door zijn 6de kind, de 19-jarige Johan Carolus. Deze overleed in december 1887, net toen de concessie afliep.

### Tennispark
Sommige bronnen geven aan dat er in 1881 reeds op de grasvelden bij De Bataaf tennis werd gespeeld. Het onderhoud was niet eenvoudig, in Engeland was de grasmaaier wel uitgevonden maar in Nederland was deze nog niet geïntroduceerd. Er was wel een grasveld, naar de spelers moesten daarop zelf een baan uitzetten. Daar werd de tenniskist voor gebruikt, waarin een net zat en vier paaltjes.
In dat jaar kreeg de theeschenkerij reeds toestemming om sterke drank te verkopen. Op 28 september 1886 werd er een wedstrijd gespeeld op het terrein van de Bataafsche Boer tussen de Voorburgsche LTC en de 's-Gravenhaagsche LTC BWZ.
Na het overlijden van Johan Carolus in 1888 kocht de gemeente de familie uit. Herberg De Bataaf bleef bestaan en werd verpacht aan de 's-Gravenhaagsche Melkinrichting De Sierkan. In april van dat jaar stelde de 's-Gravenhaagsche Gymnastiekonderwjjzers-vereeniging voor, 'hierop een flinken kinderspeeltuin, croquet- en lawntennisvelden' aan te leggen. Er kwam een vergunning voor zes cementbanen. Tennispark De Bataaf was in 1889 dus een uitspanning; in Het Vaderland van 2/3 juni 1889 werd aangekondigd dat de tennisbanen vanaf 7 juni voor het publiek werden geopend. De tennisbanen werden verhuurd aan verschillende clubs, er was een kleine speeltuin en een café-restaurant. In de waterpartij kon men met kano's en raderbootjes varen.
In 1939 werden zes gravelbanen aangelegd en de vervallen hekken vernieuwd. Op 23 maart werden ze feestelijk geopend in aanwezigheid van S G A Doorenbos (directeur Plantsoenen) en Machiel Vrijenhoek (wethouder van stadsontwikkeling en volkshuisvesting).
Eind jaren vijftig kwamen er steeds minder spelers. Sommigen verlieten De Bataaf en gingen op Chateau Bleu spelen. De achterblijvers richtten een eigen club op, de Batavieren. Zij hadden er een goede tijd totdat eigenaar Van de Meer overleed. Het tennispark werd enkele keren doorverkocht en verloederde langzamerhand. In 1980 gingen De Batavieren op de WW spelen. De LTC De Bataaf werd opgericht en recreatief tennis kreeg meer aandacht dan competitie spelen. Enkele maanden later nam Willem van Hanegem het park over waarna Truus van Hanegem achter de bar stond. Het interieur van het partycentrum werd door Eppo Numan ingericht. Hij maakte er een feest van en organiseerde toernooien met bekende Nederlanders, maar er kwamen te weinig nieuwe leden bij.
Eind 1981 besloot Westland-tuinder Piet Zwinkels het park te kopen. Hij renoveerde het park, waarbij de waterpartij en de speeltuin verdwenen. Er kwam een tennishal met drie binnenbanen en er kwamen drie extra buitenbanen. Na twee jaar was de eigenaar failliet.
Toen Thor RW na de renovatie op De Bataaf wilde gaan spelen, vroegen ze De Batavieren om ook weer naar De Bataaf te komen. Een fusie tussen Thor RW en De Batavieren werd besproken maar ketste af omdat er slechts 75 Batavieren vóór stemden en de statuten 76 stemmen vereisten. Thor RW kwam in 1982 naar de Ver Huëllweg, De Batavieren kwamen terug en de 25 Batavieren die tegen de fusie stemden, gingen elders gaan spelen en kwamen op Houtrust terecht.
Stichting Parkbeheer De Bataaf (SPP) en de Stichting Onroerend Goed (SOG) werden opgericht door Thor RW. Voorzitter werd Dinant Haslinghuis. Later werd SOG eigenaar van het park. Het ledental groeide tot 900.

### Clubs
Op De Bataaf hebben altijd meerdere clubs en clubjes gespeeld, sommige hadden honderden leden, maar de meeste hadden er enkele tientallen. In 1890 speelden acht clubs op De Bataaf, in 1891 waren het er elf.
- Leimonias speelde ruim een eeuw geleden al op de moderne cementbanen van De Bataaf. Vanaf 1889 organiseerde Leimonias een toernooi op De Bataaf waarvoor ook buitenlandse spelers naar Den Haag kwamen. Hun beste spelers waren twee nationale kampioenen: C van Rappard won in 1896 een officieus NK op De Bataaf en Karel Beukema won in 1899 het eerste officiële NK in Rotterdam.
- De Batavieren hadden 100 leden en huurden in de jaren zestig  vier banen. Na onenigheid met Zwinkels besloten De Batavieren naar de WW te verhuizen. Dat was in de tijd van Willem van Hanegem.
- Thor BW, dat bestond sinds de fusie van Thor en Rood Wit, wilde op De Bataaf spelen. Thor werd op 18 januari 1928 opgericht en speelde op het Nachtegaalplein en vanaf 1930 op Hanenburg. Daar wilden ze weg.
- De ANWB, Top Spin (weekends), K.V.S. en D.E.e.C.U.

Competitie
In 1900 werd eenmalig een landelijke competitie georganiseerd, waaraan de hiervoor opgerichte Bataafsche Lawn Tennis Bond meedeed. De BLTC was een samenvoeging van de twaalf clubs die op De Bataaf speelden, maar Leimonias was toen net verhuisd naar eigen banen aan de Nieuwe Parklaan. Pas in 1912 werd de landelijke competitie doorgezet. De BLTC werd kampioen in 1913, 1916 en 1917.

## Opgravingen
In 1982 werd bij de bouw van de tennishal de eerste prehistorische vondst gedaan: scherven aardewerk, stukjes bot en stukjes natuursteen.

In 1997 werden bij graafwerkzaamheden scherven, een speerpunt en de restanten van een brandplaats gevonden, eveneens uit het Bronzen tijdperk (rond uit 700 voor Chr.). Er moeten in die tijd dus mensen hebben gewoond.

## 21e eeuw
Eigenaar van het park is Stichting Onroerend Goed de Bataaf (SOG) die verantwoordelijk is voor het onderhoud van het park. SOG verhuurt de 18 all-weather gravel-buitenbanen aan Tennisvereniging Thor de Bataaf, die ongeveer 1800 leden heeft. Verder verpacht SOG het Grand Café, de drie binnenbanen en ruimtes aan Archipel Fysiotherapie, aan de Racketshop & Fitness, aan Casa Leo (Kapper) en aan Zein Childcare.
Erevoorzitter Dinant Haslinghuis ontving op 24 mei 2013 de stadspenning Den Haag uit handen van mevrouw van Engelshoven, wethouder Onderwijs en Dienstverlening. Hij was 13 jaar voorzitter van de vereniging, nadat hij zich had ingezet voor de verhuizing van Thor RW naar de Bataaf. Hij was ook 10 jaar voorzitter geweest van de Batavieren en 40 jaar actief geweest als vrijwilliger van DPB en SOG.